# Завалин, Виктор Васильевич
Виктор Васильевич Завалин (1921—1978) — советский военнослужащий. Участник Великой Отечественной и Советско-японской войн. Герой Советского Союза (1944). Гвардии старший сержант.

## Биография
Виктор Васильевич Завалин родился 11 декабря 1921 года в селе Пенье Юрьевского уезда Владимирской губернии РСФСР (ныне Юрьев-Польского района Владимирской области Российской Федерации) в крестьянской семье. Русский. Окончив пять классов сельской школы, поступил в школу фабрично-заводского ученичества в городе Переславль-Залесский Ярославской области, по окончании которого работал слесарем на ткацкой фабрике «Красное эхо».
В ряды Рабоче-крестьянской Красной армии В. В. Завалин был призван Переславским районным военкоматом Ярославской области в апреле 1941 года. В боях с немецко-фашистскими захватчиками красноармеец В. В. Завлин с августа 1942 года. Воевал в составе Сталинградского (с 30.09.1942 года — Донского) фронта. Участник Сталинградской битвы. В октябре 1942 года Виктор Васильевич был тяжело ранен. Долго лечился в госпитале.
С августа 1943 года по октябрь 1943 года воевал в составе Западного фронта в 5-м механизированном корпусе. Участвовал в операции «Суворов». В октябре 1943 года корпус, в котором служил Виктор Васильевич, был выведен на переформирование. На базе 5-го механизированного корпуса и 5-го танкового корпуса была создана 6-я танковая армия, которая 25 января 1944 года была включена в состав 1-го Украинского фронта. Виктор Васильевич к этому времени окончил школу младших командиров и был назначен командиром отделения 3-го мотострелкового батальона 2-й механизированной бригады.
В конце января — феврале 1944 года младший сержант В. В. Завалин принял участие в Корсунь-Шевченковской операции. 22 февраля 6-я танковая армия была переподчинена 2-му Украинскому фронту и участвовала в Уманско-Ботошанской операции. Во второй половине марта 1944 года передовые части 6-й танковой армии вышли к Днестру в районе города Могилёв-Подольский. В ночь на 20 марта 1944 года отделение младшего сержанта В. В. Завалина на бочках и плотах под огнём противника первым форсировало водную преграду и заняло господствующую высоту на правом берегу реки. Пытаясь вернуть высоту, немцы утром предприняли более пятнадцати контратак. Но отделение удержало высоту, нанеся фашистам большой урон. Младший сержант В. В. Завалин в этом бою лично уничтожил 76 солдат противника. За образцовое выполнение боевых заданий командования на фронте борьбы с немецкими захватчиками и проявленные при этом отвагу и геройство указом Президиума Верховного Совета СССР от 13 сентября 1944 года младшему сержанту Завалину Виктору Васильевичу было присвоено звание Героя Советского Союза.
12 сентября 1944 года 6-я танковая армия стала гвардейской. С августа по октябрь 1944 года Виктор Васильевич участвовал в Ясско-Кишиневской и Бухарестско-Арадской операциях, освобождал города Бырлад, Фокшаны, Плоешти, Бухарест. Затем были Дебреценская и Будапештская наступательные операции.
17 марта 1945 года 6-я гвардейская танковая армия была передана в состав 3-го Украинского фронта и участвовала в Венской стратегической наступательной операции. После освобождения Вены гвардии старший сержант В. В. Завалин принимал участие в боях под Брно, освобождении Праги в составе 2-го Украинского фронта.
Великая Отечественная война для Виктора Васильевича закончилась в Пршибраме, где 11 мая 1945 года части 6-й гвардейской танковой армии остановили прорыв войск Ваффен-СС генерал-лейтенанта фон Пюклера. Но война ещё не закончилась. Летом 1945 года 6-й гвардейская танковая армия была переброшена в Монгольскую Народную Республику, где в составе Забайкальского фронта участвовала в Хингано-Мукденской операции Советско-Японской войны 1945 года. После капитуляции Квантунской армии 6-я гвардейская танковая дивизия была включена в состав войск Забайкальского военного округа и переименована в 6-ю механизированную армию.
В июне 1946 года гвардии старший сержант В. В. Завалин демобилизовался и вернулся в Переславль-Залесский. Некоторое время он трудился слесарем на фабрике, на которой работал ещё до войны, затем переехал в город Херсон Украинской ССР. Работал фрезеровщиком на заводе.
12 мая 1978 года Виктор Васильевич скончался. Похоронили его в Херсоне на Камышанском кладбище.

## Награды
- Медаль «Золотая Звезда» (13 сентября 1944);
- Орден Ленина (13 сентября 1944);
- медали, в том числе:

медаль «За отвагу».

## Документы
- Общедоступный электронный банк документов «Подвиг Народа в Великой Отечественной войне 1941—1945 гг.» Архивировано 13 марта 2012 года.

Герой Советского Союза. Архивировано 25 декабря 2012 года.
Указ Президиума Верховного Совета СССР. Архивировано 24 мая 2013 года.
Указ Президиума Верховного Совета СССР. Архивировано 24 мая 2013 года.
Указ Президиума Верховного Совета СССР. Архивировано 24 мая 2013 года.